# Современник (театр)
Театр «Современник» (рос. Современник — «Сучасник») — театр в Москві. Розташований у Басманному районі, за адресою Чистопрудний бульвар, буд. 19А.

## Сучасне приміщення
Проєкт створив відомий московський архітектор доби царату і капіталізму Клейн Роман Іванович (1858—1924). Первісно будівля робилася для кінотеатру «Колізей» і була створена у 1912–1914 рр. в стилі неокласицизм з елементами сецесії. У 1970-ті будівлю перебудували і передали московському театру «Современник» як головну споруду.

## Історія театру
В 1956 р. виставою за п'єсою Віктора Розова «Вічно живі» в Москві на площі Маяковського відкрився театр «Современник». Поставив виставу Олег Єфремов. Молоді актори, всі без винятку випускники МХАТівської школи, створили нову студію Художнього театру.
Рання програма «Современника» — радянський варіант неореалізму. Студійці довго шукали п'єсу для дебюту і вибрали «Вічно живі» (в ній німецько-радняська війна була не тільки місцем дій, але і часом загального морального вибору). Розповідаючи про війну, студійці змогли передати долю свого покоління.
1964 — бути студією і став звичайним театром. 1966 р. в театрі була поставлена п'єса Івана Гончарова «Звичайна історія» («Обыкновенная история»). П'єса стала в багатьох відношеннях переломною. Поставила п'єсу Галина Волчек.
1967 — Олег Єфремов поставив на сцені свого театру трилогію, присвячену революційному рухові — від декабристів до більшовиків. Час був вдалий, КПРС готувалася до 50-ліття Жовтневого перевороту. В театрі вирішили «очистити» ідею перевороту від накипу. На цьому базувалася ідеологія шестидесятників.
В «Декабристах» Леоніда Зоріна Єфремов як режисер і актор відкривав складну етичну загадку декабризму. В «Народовольцях» Олександра Свободіна — проблема мети і засобів набуває нового значення. Єфремов намагався показати початкову трагедію народовольництва. Народ був не просто байдужим, але й ворожий цим революціонерам.
«Більшовики» Михайла Шатрова завершували трилогію і виносили її проблематику в новий історичний контекст. Влада опинилася в руках більшовиків, які почували себе прямими спадкоємцями декабристів і діячів «Народної волі». Цей типово радянський спектакль спробували закрити. Головне цензурне управління заборонило п'єсу, але Єфремов встиг запросити на спектакль міністра культури Катерину Фурцеву. Вона на свою відповідальність дозволила виставу. Вистава відбувся 7 листопада 1967 року, в день 50-ліття перевороту.
Влітку 1970 р. Єфремов випустив свій останній спектакль в «Современнику» — «Чайку» Антона Чехова. П'єса, що відкрила Художній театр, цього разу закрила одну з найкращих його студій. Всі театральні стосунки, вантаж накопичених розчарувань були виплеснуті в чеховський текст, який Єфремов спробував перетворити на памфлет. Він вніс в «Чайку» ідейні розбіжності кінця 60-х рр.
У вересні 1970 р. Єфремов йде до труппи Художнього театру. Держава доручила йому керувати головним театральним підприємством СРСР.
У 1972 р. художнім керівником театру стала Волчек Галина Борисівна. Почався тривалий і складний процес відновлення творчого колективу, бо разом з Єфремовим театр покинула ціла низка відомих радянських акторів. З часом в трупу прийшли нові актори, серед яких — Марина Нейолова, Валентин Гафт, Лія Ахеджакова, Авангард Леонтьєв. Волчек робить упор на молодих акторів, нерідко запрошуючи студентів до участі в експериментальних постановках театру. В складі постійної трупі театру актори: Чулпан Хаматова, Лія Ахеджакова, Валентин Гафт, Владислав Вєтров, Ніна Дорошина, Сергій Гармаш, Микита Єфремов, Марина Нейолова, Артур Смольянінов, Геннадій Фролов, Сергій Юшкевич, Альона Бабенко, Світлана Іванова та інші.